# Elliott Kalan
Elliott Kalan (New York, 3 dicembre 1981) è un comico e attore statunitense.
È stato lo scrittore capo dell'era Netflix della serie cult Mystery Science Theater 3000 ed ex capo scrittore di The Daily Show con Jon Stewart, nonché scrittore di fumetti e co-conduttore del podcast The Flop House. 

## Biografia
Kalan è cresciuto a Millburn, nel New Jersey, e si è diplomato alla Millburn High School come parte della classe del 1999. 
Ha frequentato la Tisch School of the Arts dell'Università di New York, dove si è laureato in sceneggiatura presso il Rita & Burton Goldberg Department of Dramatic Writing. 

## Filmografia

### Sceneggiatore

#### Televisione
- The Daily Show - serie TV, 1108 episodi (2008-2015)
- Mystery Science Theater 3000 - serie TV, 25 episodi (2017-2022)
- Chi era…? - Lo show  (The Who Was? Show) - serie TV, 8 episodi (2018)

### Serie animate
- Harvey Girls per sempre! (Harvey Girls Forever!) – serie animata , 2 episodi (2019)
- HouseBroken – serie animata , 3 episodi (2021-2023)

### Produttore esecutivo

#### Televisione
- Mystery Science Theater 3000 - serie TV, 22 episodi (2017-2022)

### Serie animate
- HouseBroken – serie animata , 29 episodi (2021-2023)